# Hey (banda)

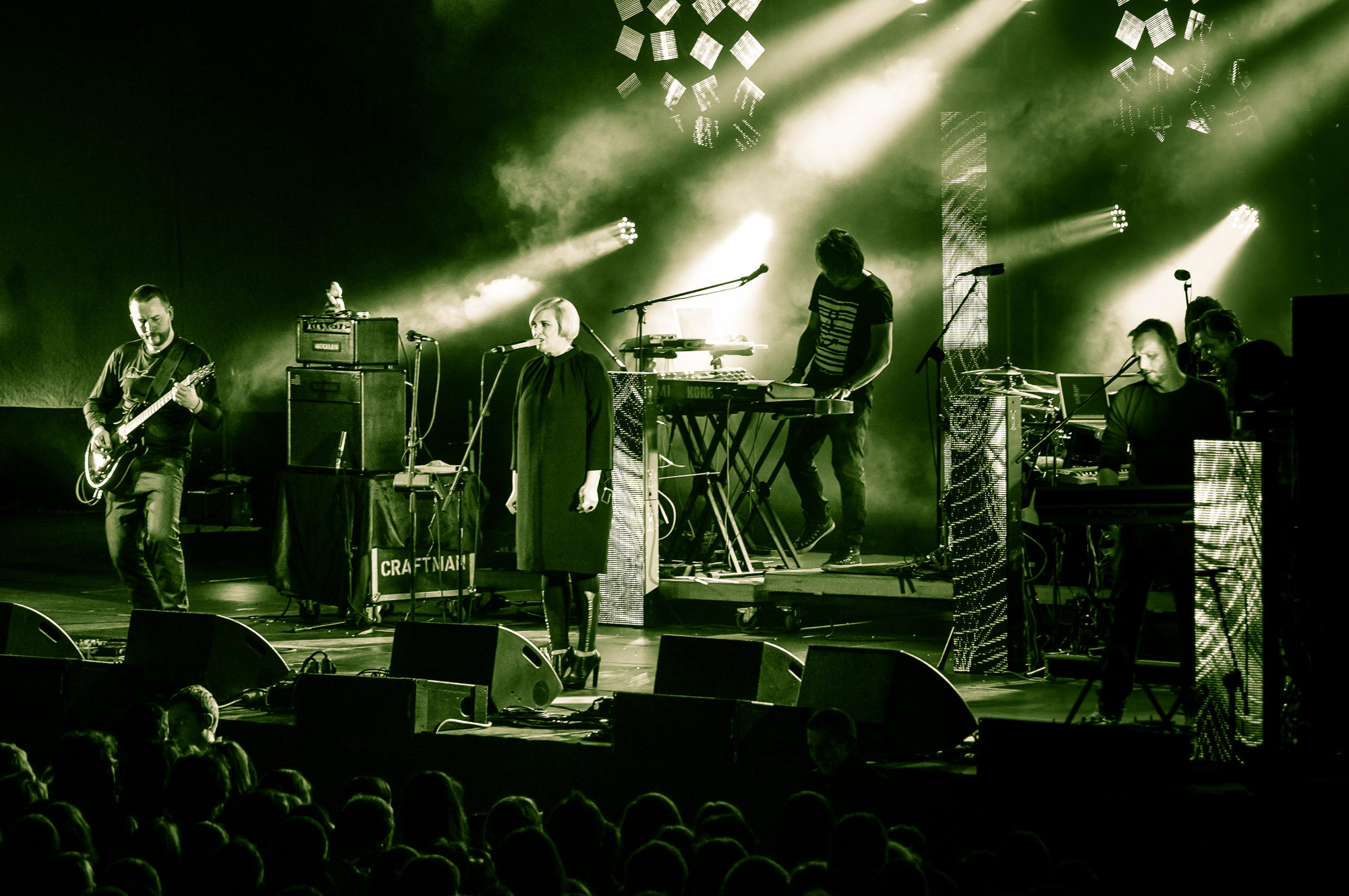
La banda Hey durante su actuación en el Rocket Festiwal 2013, Varsovia

Hey es una banda polaca fundada en Szczecin en 1992 por el guitarrista Piotr Banach y la cantante Kasia Nosowska. Es una de las bandas polacas más populares de la década de 1990.

## Discografía
- Fire (1993)

1. One of Them
2. Choice
3. Dreams
4. Nonsence
5. Karą będzie lęk
6. Little Peace
7. Zazdrość
8. Moja I Twoja Nadzieja
9. Desire
10. Delusions
11. Eksperyment
12. Flowers for Titus
13. Zobaczysz
14. Schisophrenic Family
15. Fate
16. '38
17. Teksański
18. Moja i twoja nadzieja (acoustic)

- Ho! (1994)
- Live! (1994)
- Heledore (EP) (1995)
- ? (Question Mark) (1995)
- ? (English version) (1995)
- Karma (1997)
- Hey (1999)

- [sic!] (2001)

1. Antiba
2. [Sic!]
3. Cisza, ja i czas
4. Romans z Petitem
5. Prelud deszczowy
6. Mikimoto - król pereł
7. Hanging on the Telephone
8. Zeroekran
9. Z rejestru starszych snów
10. Pea Sorela
11. Cudzoziemka w raju kobiet
12. Fotografía
13. Dolly

- Koncertowy (2003)
- Music Music (2003)
- Przystanek Woodstock 2004 (DVD) (2004)
- Echosystem (2005)
- Echosystem (DVD) (2006)
- Miłość! Uwaga! Ratunku! Pomocy! (2009)
- Do Rycerzy, do Szlachty, doo Mieszczan (2012)

## Miembros
- Katarzyna Nosowska (vocalista)
- Paweł Krawczyk (guitarrista)
- Marcin Żabiełowicz (guitarrista)
- Robert Ligiewicz (batería, percusión)
- Jacek Chrzanowski (bajo), (guitarra)

- Datos: Q2632769
- Multimedia: Hey / Q2632769